# Ярки (Ханти-Мансійський район)
Ярки́ (рос. Ярки) — присілок у складі Ханти-Мансійського району Ханти-Мансійського автономного округу Тюменської області, Росія. Входить до складу Шапшинського сільського поселення.
Населення — 215 осіб (2010, 190 у 2002).
Національний склад станом на 2002 рік: росіяни — 69 %.